# A Y.M.O. FILM PROPAGANDA
『プロパガンダ』（A Y.M.O. FILM PROPAGANDA）は、イエロー・マジック・オーケストラ（YMO）主演の日本映画。1984年製作。
1983年12月に散開したYMOの散開コンサートを素材として製作された映画で、12月12日と12月13日のライヴ映像と翌1984年に撮影された映画の部分から構成されている。

## あらすじ
昭和駅に降り立った一人の少年。彼は寂れた町中にYMOのポスターを貼っていく。突如、少年の行く手をさえぎる高い塀。少年は壁の穴から向こうを覗くと、荒涼とした冬の海岸に第三帝国時代の議事堂を思わせる巨大なステージがそびえ立っている。夜の闇に包まれたステージに立った少年は、YMO散開コンサートの幻を見る。

## キャスト
- YMO（細野晴臣、坂本龍一、高橋幸宏）
- 少年：和田求由
- 女：安珠玲永

## 楽曲
- PROPAGANDA / TONG POO
- BEHIND THE MASK
- SOLID STATE SURVIVOR
- BALLET
- LA FEMME CHINOISE
- 過激な淑女
- ONGAKU
- WILD AMBITIONS
- CHINESE WHISPERS
- KAI-KOH
- KEY
- TECHNOPOLIS / RYDEEN
- M16

## 製作
映画の部分は1月11日にクランクイン、1月28日にクランクアップしている。映画のロケ地は下記の通りである。
- 1月11日・12日　江の島水族館（細野晴臣）
- 1月14日　千葉　鴨川フラワーセンター（坂本龍一）
- 1月15日　三浦半島　油壷（坂本龍一）
- 1月16日　横浜　根岸競馬場（細野、坂本、高橋）
- 1月17日　三船プロ（細野、坂本、高橋）
- 1月20日　館山　平砂浦海岸（細野、坂本、高橋）
- 1月22日　浜松町　世界貿易センタービル　東京電力発電所（高橋幸宏）
- 1月23日　三船プロ（高橋幸宏）
- 1月28日　中野刑務所脇（細野、坂本、高橋）

## 補足事項
- 冒頭に流れる女のナレーション（ジャン＝リュック・ゴダール監督のSF映画『アルファヴィル』からの引用）と、最後に流れる少年のナレーションを除いて、出演者全員にセリフがない。一人の少年と女の織りなすドラマにライヴの楽曲をBGMとして重ね、三者三様（細野、坂本、高橋）の映像詩として構成した趣である。
- 純然たるライヴの映像は「PROPAGANDA」の後半から「TONG POO」「BEHIND THE MASK」のみであり、随所にライヴの映像が挿入されるが、散開ライヴの完全収録ではない。散開ライヴの際の音声が、完全にBGMとして使われている楽曲もある。なおライヴ部分の映像が収録された1983年12月12日と12月13日（両日とも会場は日本武道館）には、ライブ・アルバム「アフター・サーヴィス」の収録も同時に行われている。
- 上記の挿入楽曲内にある「M16」は未発表曲であり、この映画でしか聴くことが出来なかったが、1993年に発刊された書籍「period」の付録CDに初収録され、2003年に発売されたベスト・アルバム『UC YMO』にも収録されている。
- 本作品のクライマックスである、ライブセットの炎上シーンは、実際に1983年の日本武道館ライブで使用されたものを千葉にある平砂浦海岸に組み立て、本当に燃やしたところを撮影したものである。
- 1984年4月5日に新宿シアターアプルにて試写会が行われたあと、全国各地で公開された。
- DVDは2001年に発売、後2011年10月に再発（インナースリーブは2001年版とは異なる）。
- 2013年2月10日に、座・高円寺ドキュメンタリーフェスティバルのプログラム内で上映された[1]。上映後に佐藤信監督のトークショーが開催され、製作のいきさつや撮影時の思い出話を披露しファンの質疑応答に応えた。この映画の撮影後現在に至るまで、YMOのメンバーには誰とも会っていないことを告白した。
- 高橋幸宏の命日は本作クランクインからちょうど39年後の2023年1月11日である。

## スタッフ
- 監督・脚本 : 佐藤信
- 助監督 : 田村猛
- 撮影 : 井出情児
- 美術 : 妹尾河童、堀尾幸男
- 照明 : 高屋斉
- 編集 : 藤枝静樹
- 音響効果 : 柴崎憲治、佐々木英世、帆苅幸雄
- 特殊効果 : 太平特殊効果(久米攻)
- タイトルデザイン : 井上嗣也
- スチール : 三浦憲治
- MA : アオイスタジオ
- 現像 : 東洋現像所
- スタジオ : 三船プロダクション
- 製作者 : 大蔵博
- プロデュース : 大芝和生
- 製作プロダクション : EAST&WEST VISIONS、BLACK BOX
- 製作 : ヨロシタミュージック